# Кочеров, Владимир Алексеевич
Владимир Алексеевич Кочеров (1837—1897) — российский государственный и общественный деятель, действительный статский советник. Действительный член ЗСОИРГО (1878) и ИРГО (1881). Внёс большой вклад в развитие акцизной системы Западной Сибири.

## Биография
В служебном и классном чине с 1853 года. С 1862 года делопроизводитель Хозяйственного отделения Палаты государственного имущества Астраханской губернии. С 1866 года ревизор и старший ревизор Акцизного управления Астраханской губернии.
С 1873 года назначен ревизором Департамента неокладных сборов Министерства финансов. С 1876 года назначен руководителем Управления Акцизными сборами Западной Сибири в составе Главного управления Западной Сибири. В 1879 году произведён в коллежские советники. 12 декабря 1878 года был избран членом Западно-Сибирского Отдела Императорского русского географического общества. 30 мая 1881 года избран действительным членом Императорского русского географического общества.
С 1883 года после упразднения Западно-Сибирского генерал-губернаторства был назначен руководителем Управления Акцизными сборами Тобольской губернии, с производством в  статские советники. В 1887 году произведён в действительные статские советники. С 1887 по 1889 годы руководитель Управления Акцизными сборами Симбирской губернии, являясь так же членом Симбирского губернского по питейным делам присутствия.
Умер 2 февраля 1897 года в городе Симбирске, похоронен на кладбище Покровского мужского монастыря.

## Награды
- Орден Святого Станислава 2-й степени с Императорской короной (1874)
- Орден Святой Анны 2-й степени (1877)
- Орден Святого Владимира 3-й степени (1880)
- Высочайшее благоволение  (1887)[7]

## Семейные связи
Брат:
- Кочеров Иван Алексеевич (1850—1899) — статский советник, инспектор Акцизного управления Нижегородской губернии

Жена:
- Цытович Мария Викторовна — дочь Акмолинского губернатора В.С. Цытовича